# Andrei Barabaș

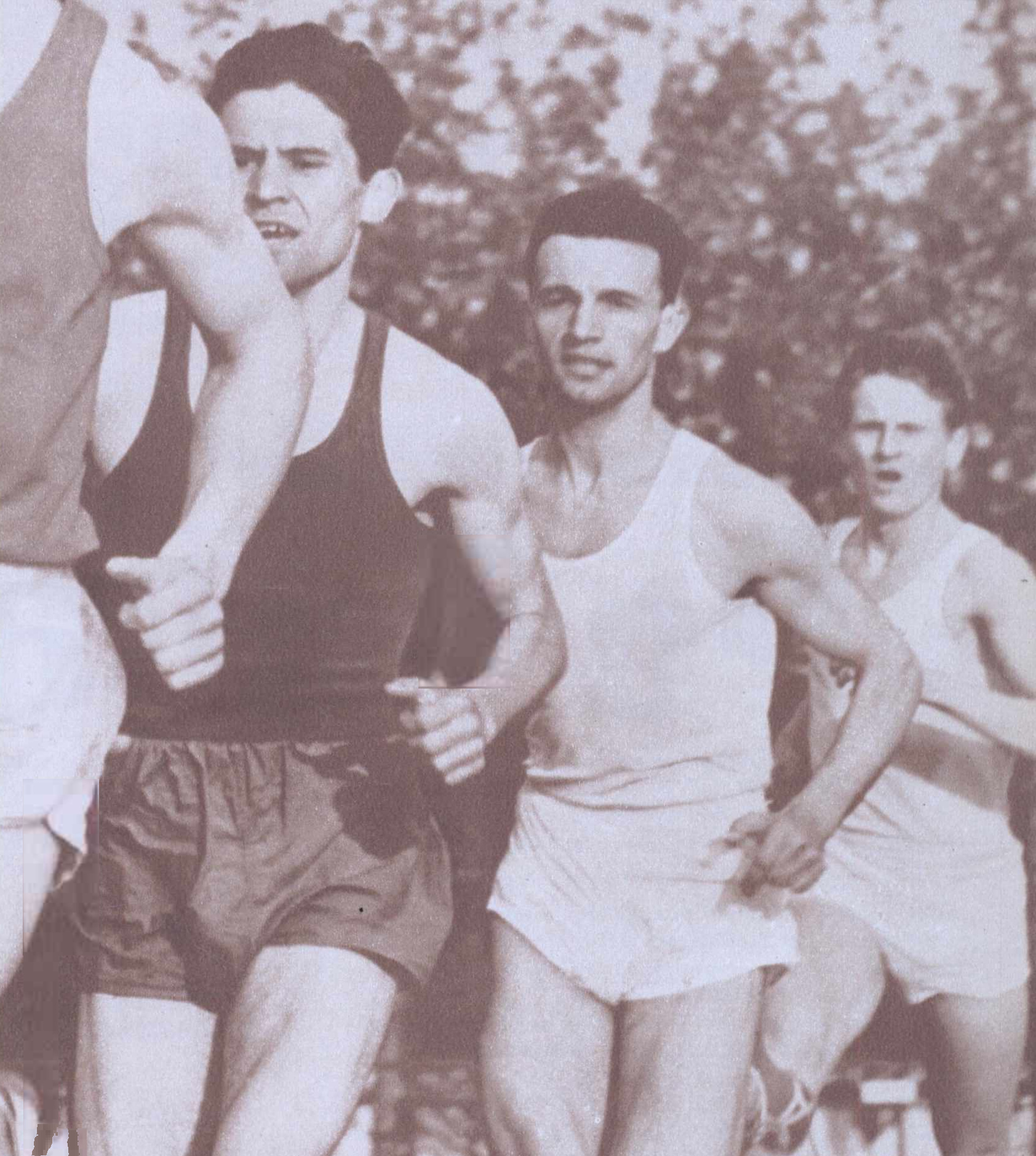
Andrei Barabaș (stânga) urmat de Ion Dăndărău

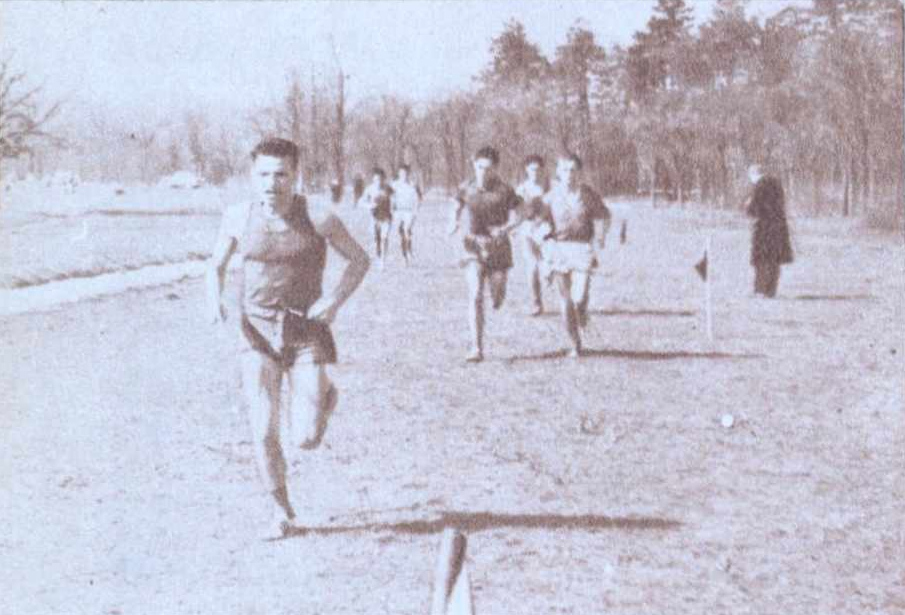
Campionatul național de cros din 1963: Constantin Grecescu, urmărit de Zoltan Vamoș și Andrei Barabaș

Andrei Barabaș (n. 9 decembrie 1937, Odorheiu Secuiesc, Harghita, România – d. 2005) a fost un alergător român.

## Carieră
Sportivul a fost multiplu campion național și balcanic în probele de 1500 m, 5000 m și 10.000 m. A reprezentat România la Jocurile Olimpice din 1960, la cele din 1964 și la Campionatele Europene din 1962 și cel din 1966. La Universiada de Vară din 1961⁠(d) a obținut medalia de argint la 5000 metri. El a fost primul român care a alergat sub 14 minute la 5000 m și a stabilit recorduri naționale la 5000 m și 10.000 m.

## Realizări
| An   | Competiție           | Locație             | Loc | Eveniment | Note    |
| ---- | -------------------- | ------------------- | --- | --------- | ------- |
| 1960 | Jocurile Olimpice    | Roma, Italia        | 19  | 1500 m    | 3:47,4  |
| 1960 | Jocurile Olimpice    | Roma, Italia        | 33  | 5000 m    | 15:11,2 |
| 1961 | Universiada          | Sofia, Bulgaria     | 2   | 5000 m    | 14:23,8 |
| 1962 | Campionatul European | Belgrad, Iugoslavia | 14  | 5000 m    | 14:14,2 |
| 1964 | Jocurile Olimpice    | Tokio, Japonia      | 16  | 5000 m    | 14:00,2 |
| 1964 | Jocurile Olimpice    | Tokio, Japonia      | –   | 10 000 m  | NT      |
| 1966 | Campionatul European | Budapesta, Ungaria  | 27  | 5000 m    | 14:14,0 |
| 1966 | Campionatul European | Budapesta, Ungaria  | –   | 10 000 m  | NT      |

## Recorduri personale
| Probă    | Performanță | An   |
| -------- | ----------- | ---- |
| 1500 m   | 3:43,8      | 1960 |
| 5000 m   | 13:49,8     | 1964 |
| 10 000 m | 29:13,2     | 1966 |